# Lamprotatus natta
Lamprotatus natta är en stekelart som beskrevs av Walker 1842. Lamprotatus natta ingår i släktet Lamprotatus och familjen puppglanssteklar. Inga underarter finns listade i Catalogue of Life.